# Homalocalyx pulcherrimus
Homalocalyx pulcherrimus är en myrtenväxtart som först beskrevs av Alfred James Ewart och Bertha Rees, och fick sitt nu gällande namn av Lyndley Alan Craven. Homalocalyx pulcherrimus ingår i släktet Homalocalyx och familjen myrtenväxter. Inga underarter finns listade i Catalogue of Life.